# Leptocentrus gregoryi
Leptocentrus gregoryi är en insektsart som beskrevs av Capener 1972. Leptocentrus gregoryi ingår i släktet Leptocentrus och familjen hornstritar. Inga underarter finns listade i Catalogue of Life.